# 모리시마 야스히토
모리시마 야스히토(일본어: 森島 康仁, 1987년 9월 18일 ~ )는 일본의 전 축구 선수이다.

## 구단 경력
과거 세레소 오사카, 오이타 트리니타, 가와사키 프론탈레, 주빌로 이와타에서 활동하였다.

## 국가대표팀 경력
그는 2007년 FIFA U-20 월드컵에 참가할 일본 U-20 국가대표팀에 발탁되었으며, 3경기에 출전, 2득점을 넣었다.